# Tourtoirac
Tourtoirac – miejscowość i gmina we Francji, w regionie Nowa Akwitania, w departamencie Dordogne.
Według danych na rok 1990 gminę zamieszkiwały 654 osoby, a gęstość zaludnienia wynosiła 26 osób/km² (wśród 2290 gmin Akwitanii Tourtoirac plasuje się na 606. miejscu pod względem liczby ludności, natomiast pod względem powierzchni na miejscu 369.).